# Nazionale maschile di beach soccer del Bahrein
La nazionale di beach soccer del Bahrein rappresenta il Bahrein nelle competizioni internazionali di beach soccer ed è controllata dalla Federazione calcistica del Bahrain (BFF).

## Squadra attuale
Aggiornata al 2006:
| N. |                    | Ruolo | Calciatore        |
| -- | ------------------ | ----- | ----------------- |
| 1  | Bahrein (bandiera) | P     | Salah Mohamed     |
| 2  | Bahrein (bandiera) | A     | Abdulla Omar      |
| 3  | Bahrein (bandiera) | D     | Mohamed Ashoor    |
| 4  | Bahrein (bandiera) | D     | Mahmood Alghawi   |
| 5  | Bahrein (bandiera) | D     | Abdulla Alabdulla |
| 6  | Bahrein (bandiera) | D     | Ebrahim Almughawi |

| N. |                    | Ruolo | Calciatore      |
| -- | ------------------ | ----- | --------------- |
| 7  | Bahrein (bandiera) | D     | Adnan Ebrahim   |
| 8  | Bahrein (bandiera) | C     | Yaqoob Nesuf    |
| 9  | Bahrein (bandiera) | A     | Rashed Salem    |
| 10 | Bahrein (bandiera) | A     | Sayed Hassan    |
| 11 | Bahrein (bandiera) | A     | Isa Saleh       |
| 12 | Bahrein (bandiera) | P     | Hesam Almannaei |

- Allenatore:  Gustavo Zlocewick